# سفارة إسبانيا في الولايات المتحدة
سفارة إسبانيا في الولايات المتحدة هي أرفع تمثيل دبلوماسي لدولة إسبانيا لدى الولايات المتحدة. تقع السفارة في West End (Washington, D.C.) ‏ وهي تهدف لتعزيز المصالح الإسبانية في الولايات المتحدة.

## وصلات خارجية
- الموقع الرسمي
- قائمة سفارات إسبانيا
- قائمة السفارات في الولايات المتحدة